# ماركوس بيدرسن
ماركوس بيدرسن (بالنرويجية البوكمول: Marcus Pedersen)‏ (8 يونيو 1990 بهامار في النرويج - ) هو لاعب كرة قدم نرويجي في مركز الهجوم. شارك مع Norway national under-15 association football team ‏ ومنتخب النرويج تحت 16 سنة لكرة القدم ومنتخب النرويج تحت 17 سنة لكرة القدم ومنتخب النرويج تحت 19 سنة لكرة القدم ومنتخب النرويج تحت 21 سنة لكرة القدم ومنتخب النرويج لكرة القدم وNorway national under-23 association football team ‏. أما مع النوادي، فقد لعب مع فيتيسه آرنهم ونادي أودنسه ونادي بارنسلي ونادي بران ونادي سترومسغودست لكرة القدم ونادي سترومسغودست ونادي فوليرينغا وHamarkameratene ‏.

## وصلات خارجية
- ماركوس بيدرسن على موقع اتحاد النرويج (النرويجية)
- ماركوس بيدرسن على موقع اتحاد تركيا (لاعب) (الإنجليزية)
- ماركوس بيدرسن على موقع قاعدة بيانات كرة القدم.إي يو (الإنجليزية)
- ماركوس بيدرسن على موقع Soccerbase.com (لاعب) (الإنجليزية)
- ماركوس بيدرسن على موقع Soccerway.com (الإنجليزية)
- ماركوس بيدرسن على موقع عالم كرة القدم.نت (الإنجليزية)